# حمیدرضا سوسن‌آبادی
حمیدرضا سوسن آبادی بازیکن والیبال اهل ایران، عضو باشگاه والیبال شهرداری ارومیه است.
سوسن آبادی در سن شانزده سالگی توانست به تیم بازیافت تهران بپیوندد. او تا پایان هجده سالگی در این تیم زیر نظر نادر رحصاری تمرین کرد و با همین مربی سال ۱۳۸۰ به پاس رفت. پس از سه سال پاسوری در پاس نظر ابراهیم وادی مربی اتکا قم را جلب کرد و توسط این مربی به این تیم دعوت شد و بعد از گذشت چندین سال بعد از حضور در تیم‌های سنگ بافق آهن، دانشگاه آزاد، پتروشیمی بندرامام و پیشگامان کویر یزد به جواهری گنبد پیوست.
او تجربه حضور در ۱۰ بازی ملی در رده جوانان را در کارنامه خود دارد و به همراه تیم ملی جوانان در مسابقات قهرمانی جهان مراکش به مقام سومی رسید و با تیم ملی دانشجویان ایران در دو مسابقات دانشجویان مجارستان و ترکیه قهرمانی را به دست آورد.